# John Cockcroft
Sir John Douglas Cockcroft, OM KCB CBE FRS (født 27. maj 1897, død 18. september 1967) var en britisk fysiker, der modtog nobelprisen i fysik i 1951 sammen med Ernest Walton for at spalte atomkernen. Hans arbejde var vigtigt for udviklingen af atomkraft.